# علي آل جبيع
علي آل جبيع لاعب كرة قدم سعودي يلعب كمهاجم في نادي الجبلين.

## مسيرة اللاعب
بدأ في نادي الفيحاء في الفئات السنية ولعب في الفريق الأول وانتقل إلى نادي الجبلين في عام 2024.